# Caroline Gerber
Pour les articles homonymes, voir Gerber.
Caroline Gerber, née le 2 février 1973 à Phalsbourg, est une compositrice française, également violoniste, chanteuse lyrique, amoureuse de la musique byzantine et de Bach.

## Parcours
Après des études de violon moderne, chant lyrique, musique de chambre et écriture au Conservatoire national de région de Strasbourg, elle entreprend une formation philosophique, anthropologique et théologique à l’Université de Strasbourg, en parallèle de sa vie de jeune musicienne. Elle obtient un premier prix de violon en 1991 dans la classe d'Odile Meyer-Siat et un DEUG de théologie protestante en 1994.
La pratique des musiques traditionnelles grecques, des chants séfarade, diphonique, grégorien et byzantin la conduit à se former auprès des chantres du Mont Athos, qui la chargent de rendre accessible le chant byzantin au public francophone. Le fruit de son travail paraît en 1997 chez Sony Music Publishing et ID Music.
Elle poursuit ses études au Conservatoire national supérieur de musique et de danse de Lyon en violon baroque, écriture, chant grégorien et ethnomusicologie, validées par le Diplôme de musique ancienne dans la classe d'Odile Edouard en 2001. Elle se produit désormais avec de nombreuses formations en France et à l'étranger (Orchestre philharmonique de Strasbourg, Le Concert de l’Hostel-Dieu, Le Parlement de Musique, Ensemble baroque du Léman, Chœur Pro Arte de Lausanne, Ensemble Corund (Berne), Ensemble vocal de Poche (Genève), Le Concert Spirituel, etc.).
Attachée à la transmission, elle est également titulaire du Diplôme d’État de professeur de musique. Elle enseigne en conservatoire, tout en donnant des masterclasses en interprétation baroque et en orchestration.
Son travail de compositrice s’inspire autant de Ravel et Debussy, que de Monteverdi, Bach, des modes byzantins, grégoriens et du chant diphonique. Elle conçoit son œuvre comme la rencontre de l’héritage occidental avec la richesse des cultures orientales, les sons du passé et les sonorités nouvelles se modelant les uns les autres.
En automne 2017, elle crée son propre ensemble, un "trio dansé", avec ses amis Annabelle Rogelet (violoncelle), Pierre Corbi (percussions orientales) et Vagabond Princess (danse fusion). Ce trio crée les compositions du cycle Délivrance,dans lequel Caroline Gerber s'inspire de Bach et de Byzance, faisant dialoguer, se heurter et s'entrelacer les thèmes byzantins et baroques.
En été 2018 le trio devient le "noyau dur" de l'orchestre de chambre européen La Divine Proportion, dont la particularité est d'être constitué non seulement de cordes, de vents et de percussions, mais aussi d'un piano et d'un consort de 4 chanteurs. Des premiers projets sont montés, mais un cancer du sein contraint la directrice artistique à se retirer de la scène et mettre en veille ses projets de créations artistiques.
Elle continue cependant de composer, emmenant ses feuilles de musique de salle d'attente en salle de soins dans les hôpitaux où elle est soignée. Elle décide de ne pas subir sa maladie, mais de la vivre en témoignant de son bonheur de vivre à travers même la souffrance et l'inconnue de l'issue de sa maladie : elle joue Bach au violon et chante Édith Piaf au milieu des autres patients et des soignants, et leur fait découvrir les musiques grecques et séfarades en s'accompagnant de sa viole d'amour.
Au printemps 2019, elle est contactée par Arash Bamdadian,,,,, chanteur et compositeur iranien qui vit à Téhéran. Il lui propose de composer avec lui des chansons sur de la poésie persane moderne, ce qu'elle accepte. Commence alors une aventure qui, d'échange d'idées en initiation mutuelles à leurs cultures respectives, tisse l'étoffe de l'amitié entre les deux compositeurs. Ensemble, ils sont dans l'écriture du livret et composent la musique du premier opéra-ballet franco-iranien dans l'histoire de l'humanité, dont la trame s'articule autour des poèmes persans modernes les plus affectionnés du peuple iranien.

## Œuvre
- Cycle Litourgia, op. 1[9],[10],[11]

- L'Âne et le Poisson rouge, conte musical, op. 2

- Cycle Délivrance, op. 3[12],[13],[14]

- Cycle Martyria, op. 4

## Discographie

### En tant qu'interprète
- 2011 : Motets vénitiens, Alessandro Grandi, Disques Pierre Verany[15]
- 2008 : Hommages, Denoyé - Corrette, d'après Vivaldi, Le Parlement de Musique, Maîtrise de Bretagne, Ambronay Éditions/Harmonia Mundi[16]
- 2005 : La Giuditta, Alessandro Scarlatti, Le Parlement de Musique, Ambronay Éditions/Harmonia Mundi[17]
- 2004 : Un Africain à la cour, Chevalier de Saint-George, Le Parlement de Musique, Assai
- 2001 : Grands Motets, de Lalande, Le Parlement de Musique, Naïve[18]
- 2000 : Compilation, Clérambault, Montéclair, Couperin, Assai

## Publication
- Hymnes byzantins, Chant choral du Mont Athos, Sony Music Publishing/ID Music, 1997[19]